# Кох, Джон
Джон Кох (англ. John Koch; 18 августа 1909, Толидо, Огайо, США — 19 апреля 1978, Нью-Йорк, США) — американский художник-реалист. Наиболее известен как портретист, особенное внимание уделявший отношениям между изображенными лицами.

## Биография
Джон Кох родился в Толидо, однако большую часть детства провёл в Энн Арборе. Недолго учился рисованию углём и посещал лекции Чарльза Готорна в школе искусств Кейп-Код в Провинстауне.
В возрасте девятнадцати лет Кох уехал в Париж, где учился в течение пяти лет. В 1929 году выставлялся на двух салонах, Salon des Tuileries и Salon du Printemp. В 1933 году вернулся в США, в 1935 году впервые выставлялся там. В 1940 году участвовал в групповой выставке Сорок до сорока и 51-й ежегодной выставке Института искусств в Чикаго. В ходе второй мировой войны участвовал в деятельности объединённых организаций обслуживания, рисовал в военных госпиталях.
Начиная с 1944 года Кох преподавал в Школе Искусств в Нью-Йорке. В 1950 году одна из работ Коха, Современная американская живопись выставлялась в музее Метрополитен, а другая его работа была воспроизведена на обложке журнала «Life». В 1955 этот же журнал поместил на обложку портрет принцессы Маргарет работы Коха, а в 1964 работа Коха сталал обложкой Time.
В 1975 году выставлялся в музее ДеКордова и в Хьюстонском университете. В 1977 в музее американского искусства Уитни.
Избран членом Американской Академии Искусств в 1970 году.
С 1935 г. и до конца жизни был женат на музыкальном педагоге Доре Заславски, оставил ряд её изображений. Детей в этом браке не было.

## Творчество
Картины находятся в Бруклинском музее и бостонском музее изящных искусств.